# Carry-le-Rouet
Carry-le-Rouet là một xã ở tỉnh Bouches-du-Rhône, thuộc vùng Provence-Alpes-Côte d'Azur ở miền nam nước Pháp.

## Thành phố kết nghĩa
- Dietmannsried, Bavaria, Đức
- Busseto, Emilia-Romagna, Ý